# Ratings Guy
Ratings Guy («Рейтинг Гриффинов») — вторая серия одиннадцатого сезона мультсериала «Гриффины». Премьерный показ состоялся 7 октября 2012 года на канале FOX.

## Сюжет
После увлекательной поездки в пожарное депо Гриффины возвращаются домой. Брайан проверяет почту — оказывается, пришло письмо из центра исследований Нильсена — семейство Гриффинов было отобрано на роль семьи Нильсена. Брайан говорит, что это отличный шанс повлиять на развитие телевидения, предлагая к просмотру общественный канал PBS. Стьюи говорит, что это всё только потому, что Брайану когда-то досталась в качестве приза от этого канала кружка.
В гости к Гриффинам заходит ведущий новостей пятого канала — Том Такер, который узнал, что Гриффины теперь стали семьёй Нильсена. Он просит Питера что-нибудь посоветовать к трансляции в новостях для того, чтобы их рейтинги улучшились. Дав несколько глупых советов Такеру (в конце каждого выпуска новостей пытаться завести пилу, снять свои усы и носить карнавальную шляпу во время проведения эфиров), Питер понимает, что он может контролировать телевидение на свой вкус. Но Брайан замечает, что глобально у Питера повлиять на эфиры не получится, ведь у него всего одна приставка. Питер крадёт несколько сотен приставок у менеджера, который приехал снять показания с прибора учёта. Питер доволен, он начинает шантажировать создателей разных сериалов и передач на изменение сюжетов.
Жители Куахога не могут понять в чём дело, и почему их любимые передачи превратились в нечто ужасное. Узнав, кто виновен в этом, разъярённые жители города собираются у дома Гриффинов, Питеру достаётся от толпы, но его даже не хотят лечить в больнице — доктор Хартман тоже зол на Питера за то, что он сделал с телевидением. Осознав свою ошибку, Питер решает всё исправить. Брайан говорит ему, что теперь нужно заново стимулировать телевидение к лучшему, смотря только умные и познавательные передачи. Но в этот момент все приставки расстреливает Адам Вест, который тоже обозлён на Гриффина.
Питер решает сам заново создать шоу наподобие тех, что были раньше, приехав на экстренное совещание с телепродюсерами и дав им указания к действию. Это помогает: Питер, Джо, Гленн снова сидят в баре, забыв о своей ссоре по поводу телевидения.
В это время показывается Герберт, который окружён приставками Нильсена, звонящий на телевидение и советующий показывать на телевидении «побольше мальчиков в нижнем белье».

## Рейтинги
- Рейтинг эпизода составил 3.4 среди возрастной группы 18-49 лет.[1]
- Серию посмотрело порядка 6.70 миллиона человек[2].

## Критика
Кевин МакФарланд из A.V. Club дал эпизоду оценку B-, поясняя это тем, что эпизод был хорош только до первой рекламной паузы.